# Energiya Voronezh
El Energiya Voronezh es un club de fútbol femenino ruso fundado en 1989. Viste de rojo y juega en la Segunda División rusa, en el Estadio Rudgormash de Voronezh.
Es el equipo femenino ruso más laureado, con 5 ligas y 7 copas entre 1993 y 2003. En 2004 y 2005 llegó a los cuartos de final de la Liga de Campeones.
En 2012 el Energiya descendió a la tercera división al entrar en números rojos.

## Títulos
- 5 Ligas: 1995, 1997, 1998, 2002, 2003
- 7 Copas: 1993, 1995, 1996, 1997, 1999, 2000, 2001.

## Trayectoria liguera
|             | 92 | 93 | 94 | 95 | 96 | 97 | 98 | 99 | 00 | 01 | 02 | 03 | 04 | 05 | 06 | 07 | 08 | 09 | 10 | 11 | 12 | 13 | 14 |
| ----------- | -- | -- | -- | -- | -- | -- | -- | -- | -- | -- | -- | -- | -- | -- | -- | -- | -- | -- | -- | -- | -- | -- | -- |
| 1ª División | 6º | 6º | 2º | 1º | 2º | 1º | 1º | 2º | 2º | 2º | 1º | 1º | 3º |    |    |    | 7º | 3º | 2º | 3º |    |    |    |
| 2ª División |    |    |    |    |    |    |    |    |    |    |    |    |    | 1º | 1º | 1º |    |    |    |    |    | 3º |    |
| 3ª División |    |    |    |    |    |    |    |    |    |    |    |    |    |    |    |    |    |    |    |    | 2º |    | 1º |

## Récord en la Liga de Campeones
| 2004 | 11-0 Femina, 0-0 Foroni, 13-0 Osijek      |                    |                                | 1-2 1-2 Malmö   |
| 2005 | 13-0 Skiponjat, 11-0 Gintra, 3-0 Gömrükçü |                    | 1-1 Brondby, 1-1 Orn, 4-1 Alma | 1-1 1-4 Turbine |
| 2012 | 1-1 4-2 Bristol                           | 0-4 3-3 Rossiyanka |                                |                 |